# 阿特蘭蒂克海蘭茲
阿特蘭蒂克海蘭茲（英語：Atlantic Highlands）是位於美國新澤西州蒙茅斯縣的自治市鎮。

## 人口
根據2020年美國人口普查的數據，阿特蘭蒂克海蘭茲的面積為11.82平方千米，當中陸地面積為3.27平方千米，而水域面積為8.54平方千米。當地共有人口4414人，而人口密度為每平方千米373人。